# Mandana Karimi
Mandana Karimi, persiska: ماندانا کریمی född 19 mars 1988, är en iransk modell och skådespelare. Hon är uppvuxen i en konservativ muslimsk familj i Teheran, men bosatt i Indien sedan 2010, där hon är gift. 2015 gjorde hon sin Bollywood-debut med en cameo i Roy följt av en biroll i Bhaag Johnny. I oktober 2015, deltog Mandana Karimi i Bigg Boss som en tävlande.

## Filmografi

### Filmer
| År   | Film                 | Roll            | Kommentar |
| ---- | -------------------- | --------------- | --------- |
| 2015 | Roy                  | Kabirs flickvän |           |
| 2015 | Bhaag Johnny         | Rachel D'costa  |           |
| 2015 | Main Aur Charles     | Liz             |           |
| 2016 | Kyaa Kool Hain Hum 3 | Shalu           |           |

### TV
| År   | Program   | Roll     | Kommentar |
| ---- | --------- | -------- | --------- |
| 2015 | Bigg Boss | Tävlande |           |